# Pont Galipeault
Le pont Galipeault est un pont routier qui relie L'Île-Perrot à Sainte-Anne-de-Bellevue en enjambant l'île Bellevue, la rivière des Outaouais et le canal de Sainte-Anne-de-Bellevue. Il relie les régions administratives de la Montérégie et de Montréal. 

## Histoire

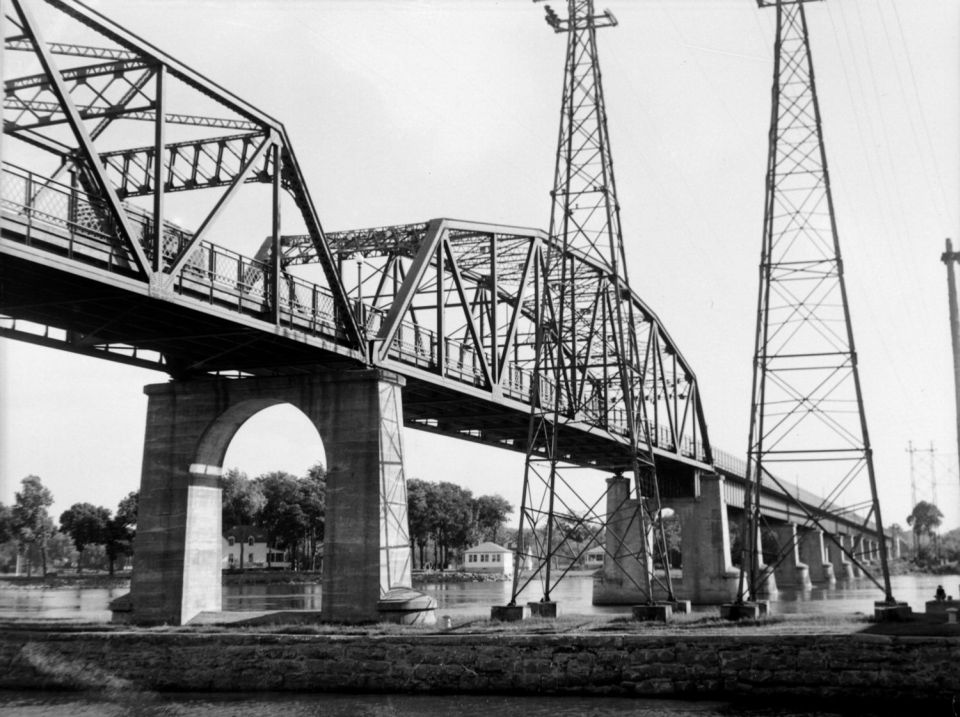
Pont Galipeault entre Sainte-Anne-de-Bellevue et l'île Perrot. 20 juillet 1948.

Le pont Galipeault est construit entre mars 1924 et juin 1925, devenant le premier lien routier entre l'île Perrot et l'île de Montréal. Auparavant, les Perrotois utilisaient le traversier pour se rendre sur l'île de Montréal. À l’époque, la structure offre une seule voie par direction. Le pont a un poste de péage et il en coûte 0,10 $ pour le traverser. Le poste de péage est enlevé lors de la construction du boulevard Métropolitain en 1960. En 1962, on acquiert les terrains servant à élargir les approches du pont dans le but de construire une deuxième structure pour doubler le nombre de voies. En 1964, les deux voies sur le pont existant sont mises en sens unique en direction ouest vers l'île Perrot, le nouvel ouvrage d'art parallèle servant aux déplacements en direction est vers l'île de Montréal. La structure de 1924 est reconstruite en 1992, alors que celle de 1964 l'est en 2009.

## Circulation
Le pont est emprunté par l'autoroute 20. Il s'agit en fait de deux ponts indépendants comportant au total cinq voies de circulation. Le pont en direction ouest est construit en poutres en béton précontraint et comporte deux voies. Quant à lui, le pont en direction est, plus récent, est construit à l'aide de poutres en acier et comporte trois voies. Cette troisième voie se termine tout juste à l'est du pont, car il s'agit d'une voie de sortie obligatoire pour la sortie 39 - Sainte-Anne-de-Bellevue / Boulevard des Anciens-Combattants.
Un pont cyclable est également aménagé au sud du pont. Le 8 mai 2017,  en raison du niveau élevé de l’eau en dessous de son tablier., le ministère des Transports annonçait que le pont Galipeault de l’autoroute 20 serait complètement fermé «pour une durée indéterminée». Cette fermeture qui avait duré quelques jours était préventive.

## Odonymie
Le pont Galipeault a été nommé en l’honneur d'Antonin Galipeault (1879-1971), homme politique québécois qui fut député de Bellechasse et ministre des Travaux publics et du Travail dans le gouvernement de Louis-Alexandre Taschereau. Le pont Taschereau, situé de l'autre côté de l'île Perrot, est d'ailleurs nommé en l'honneur de ce dernier.